# Peni Ravai

a Compétitions nationales et continentales officielles uniquement.

b Matchs officiels uniquement.
Dernière mise à jour le 14 février 2025.
Peni Ravai Kovekalou dit Peni Ravai, né le 16 juin 1990 à Tailevu (Fidji), est un joueur international fidjien de rugby à XV évoluant aux postes de pilier (gauche ou droit) ou talonneur. Il mesure 1,85 m pour 119 kg.

## Carrière

### En club
Peni Ravai a d'abord commencé à jouer dans le championnat amateur de son pays natal avec le club de Nadroga où il évolue dans un premier temps en tant que centre ou ailier avant de passer première ligne.
Il lance véritablement sa carrière professionnelle en 2014 en rejoignant les Greater Sydney Rams dans le nouveau championnat australien : le NRC.
En 2016, il rejoint la Nouvelle-Zélande et le club amateur de Woodsland dans le but d'être ensuite repéré par la province du Southland en NPC. Il est par la suite effectivement pris dans cette équipe pour la saison 2016. Il s'impose comme un joueur important de la province d'Invercargill (9 matchs pour 2 essais) grâce à sa mobilité et sa qualité technique inhabituelle pour un joueur de la première ligne.
En octobre 2016, il est annoncé qu'il rejoint le club français du Stade aurillacois qui évolue en Pro D2 après la tournée de novembre qu'il effectue avec sa sélection, pour jusqu'à la fin de la saison en cours. Avec le club cantalien, il dispute 12 matchs et inscrit 3 essais.
Il rejoint en 2017 le club de l'Union Bordeaux Bègles en Top 14 et , où il rejoint son entraîneur Jeremy Davidson et son coéquipier le talonneur Adrien Pélissié.
En mars 2018, il se fait remarquer lors de la rencontre de championnat contre le Stade toulousain, en inscrivant un essai sur un exploit personnel avec une course de près de quarante mètres, ce qui est un fait très rare pour un pilier.
Après trois saisons à Bordeaux où il est rarement titulaire, il décide en 2020 de s'engager avec l'ASM Clermont,.
À la fin de sa deuxième saison avec l'ASM, il est contraint de quitter le club auvergnat après avoir été déclaré inapte à la pratique du rugby en France après une blessure aux cervicales.
Il retrouve un club en janvier 2023 lorsqu'il s'engage avec la franchise australienne des Queensland Reds en Super Rugby.

### En équipe nationale
Peni Ravai a évolué avec l'équipe des Fidji de rugby à sept lors de l'USA rugby sevens de 2013, après avoir été appelé en remplacement de Josua Tuisova blessé. Il devient alors le premier pilier fidjien à évoluer avec la sélection à sept.
Il obtient sa première cape internationale avec l'équipe des Fidji de rugby à XV le 23 novembre 2013 à l’occasion d’un match contre l'équipe de Roumanie à Bucarest.
Il fait partie du groupe sélectionné pour participer à la Coupe du monde 2015 en Angleterre. Il dispute les quatre matchs de son équipe contre l'Angleterre, l'Australie, le pays de Galles et l'Uruguay.
En 2019, il est retenu par le sélectionneur John McKee pour disputer la Coupe du monde au Japon. Il dispute trois matchs, face à l'Australie, la Géorgie et le pays de Galles.

## Palmarès

### En club
Néant

## En équipe nationale
- 39 sélections avec les Fidji depuis 2013
- 20 points (4 essais)
- Participation à la Coupe du monde en 2015 (4 matchs) et 2019 (3 matchs).